# Żagnica zielona
Żagnica zielona (Aeshna viridis) – gatunek ważki z rodziny żagnicowatych (Aeshnidae). Występuje w Europie Północnej, Środkowej i Wschodniej oraz na Syberii. W Polsce pospolitszy na północy i w środkowym pasie nizin, nie występuje w południowej, górskiej części kraju; jest objęty ścisłą ochroną gatunkową. Jedna z największych polskich ważek.

## Rozmiary
- Długość ciała: około 66 mm[5]
- Rozpiętość skrzydeł: około 92 mm[5]
- Długość larwy: ok. 4–5 cm

## Ekologia
Samica składa jaja do wnętrza częściowo zanurzonych liści osoki aloesowatej (Stratiotes aloides). Stadium larwalne spędzają w wodach stojących. Po kilku latach larwa wychodzi z wody i przeobraża się w postać dorosłą. W Polsce imagines latają od połowy czerwca do września.

### Pokarm
Żagnica zielona jest, podobnie jak inne ważki, drapieżnikiem. W skład jej diety wchodzą głównie muchy i komary. Czasem atakuje motyle, jętki i inne ważki. Pożywienie larwy stanowią wodne owady, kijanki i narybek.